# Love Me Tender (pel·lícula de 1956)
 Love Me Tender és una pel·lícula estatunidenca de gènere western, dirigida el 1956 per Robert D. Webb.

## Argument
Quan la Guerra de secessió s'arriba a la fi, un grup de soldats sudistes ataca una tresoreria ianqui i fuig ràpidament amb el botí. Entre ells, tres germans: Vance, Ray i Brett. En lloc de lliurar els diners a l'exèrcit sudista, decideixen compartir-se'l. Aquest tresor de guerra atraurà moltes cobdícies...
Primer gran paper d'Elvis Presley Love Me Tender és un gran fresc històric ric en suspens. Elvis hi interpreta un dels seus majors èxits: Love Me Tender.

## Repartiment
- Elvis Presley: Clint Reno
- Richard Egan: Vance Reno
- Debra Paget: Cathy Reno
- Robert Middleton: M. Siringo
- William Campbell: Brett Reno
- Neville Brand: Mike Gavin
- Mildred Dunnock: Martha Reno
- Bruce Bennett :Major Kincaid
- James Drury: Ray Reno

## Al voltant de la pel·lícula
Quan Elvis s'assabenta que ha de cantar a la seva primera pel·lícula, es torna boig de ràbia, ja que volia ser un actor com a James Dean o Marlon Brando i no un cantant en una pel·lícula. La idea que Elvis canti a les seves pel·lícules ve del Coronel Parker, el seu empresari.